# Тихоновка (Донецкая область)
Тихоновка (укр. Тихонівка) — село в Николаевской городской общине Краматорского района Донецкой области Украины.

## Общие сведения
Население по переписи 2001 года составляло 128 человек. Почтовый индекс — 84187. Телефонный код — 626.

## Расположение
Расположено на одном из ручьёв реки Беленькая.

## Местная власть
84182, Донецкая область, Краматорский район, г. Николаевка, пл. Энергетиков, 2/14.